# Charles L. Drake
Charles L. Drake (* 13. Juli 1924 in Ridgewood (New Jersey); † 8. Juli 1997 in East Thetford, Vermont) war ein US-amerikanischer Geophysiker und Geologe; von 1969 bis zur Emeritierung 1992 war er Hochschullehrer.

## Leben
Drake diente im Zweiten Weltkrieg im Südpazifik mit der US Army und studierte danach an der Princeton University mit dem Bachelor-Abschluss 1948. Danach unternahm er bei der US Navy Schwerefeldmessungen auf U-Booten. Das führte ihn zur Geophysik am Lamont-Doherty Geological Observatory der Columbia University, an der er 1958 promoviert wurde. Er blieb am Lamont-Doherty Observatorium, an dem er Mitglied der Fakultät wurde. 1969 bis zur Emeritierung 1992 war er Professor am Dartmouth College.

## Forschung und Lehre
Er galt als einer der führenden Experten für die Geologie von Kontinentalrändern, die er mit seismischen Reflexionen untersuchte. 1962 führte er mit Jack Nafe eine Beziehung zwischen Dichte der Meeressedimente und Geschwindigkeit seismischer Wellen ein (Nafe-Drake-Kurve). Er untersuchte auch die Entwicklung von Kontinentalrändern beginnend mit der Bildung von Grabenbrüchen, was er am Roten Meer und im Atlantik studierte. Viele Untersuchungen von ihm fanden in den 1950er und 1960er Jahren statt und machten ihn zu einem frühen Proponenten der Plattentektonik. Er war auch an der Geologie des Colorado-Plateaus interessiert und war in die Debatten um einen Meteoriteneinschlag als Ursache des Aussterbens der Dinosaurier verwickelt, wobei er andere Ursachen als einen Meteoriteneinschlag als genauso plausibel ansah.

## Mitgliedschaften, Auszeichnungen
Von 1982 bis 1984 war er Präsident der American Geophysical Union. Er erhielt den G. P. Woolard Award der Geological Society of America, deren Präsident er 1976/77 war. Von 1990 bis 1992 war er im Rat für Wissenschaft und Technologie des US-Präsidenten George H. W. Bush.

## Schriften (Auswahl)
- mit C. A. Burk (Hrsg.): The Geology of Continental Margins. Springer 1974.